# Zichow
Zichow – gmina w Niemczech, w kraju związkowym Brandenburgia, w powiecie Uckermark, wchodzi w skład urzędu Gramzow.

## Toponimia
Nazwa pochodzenia słowiańskiego, poświadczona źródłowo w formie Zichow (1288), Tzychow (1321), Czichow (1355), Zychow (1456), Zygow (1487), Ziechow (1578). Rekonstruowane połabskie *Sichov znaczy tyle co „gród Sicha”.